# Ilir Jaçellari
Ilir Jaçellari (ur. 7 lipca 1970 w Lushnji) – albańsko-włoski malarz i aktor.

## Życiorys
Studiował na Uniwersytecie Sztuk w Tiranie, gdzie jego wykładowcami byli m.in. Faslli Haliti i Gjergji Lala. Jego obrazy były po raz pierwszy zaprezentowane w rodzinnej Lushnji.
W 1991 roku wyemigrował do Rzymu, tam w 2000 roku rozpoczął studia literatury i filozofii na Uniwersytecie La Sapienza. W 2003 roku rozpoczął pracę aktora teatralnego i telewizyjnego.
Ma obywatelstwo albańskie oraz od 2012 włoskie. Biegle posługuje się językiem włoskim, albańskim i greckim.

## Filmografia[1][2]

### Filmy
| Rok  | Tytuł                                 | Rola                          |
| ---- | ------------------------------------- | ----------------------------- |
| 2004 | Saimir                                | klient prywatnego klubu       |
| 2005 | Horyzont zdarzeń                      | giermek                       |
| 2007 | L’uomo della carità                   |                               |
| 2009 | Alma                                  |                               |
| 2010 | Gli ultimi del paradiso               | Mariano                       |
| 2011 | Eclissi di fine stagione              |                               |
| 2012 | Gliniarze to dranie                   | prześladowca w parku          |
| 2012 | Ti stimo fratello                     | złodziej samochodów           |
| 2012 | Ekwilibryści                          | pijany bezdomny               |
| 2015 | Canile                                | pracownik                     |
| 2015 | L'Oriana                              | grecki oficer                 |
| 2016 | The Pills: Sempre meglio che lavorare | Dimitri                       |
| 2016 | Racconto calabrese                    | giermek                       |
| 2016 | Io ci sono                            | Altistin Precetaj             |
| 2016 | Il sapore del sale                    | syn                           |
| 2017 | La divina Dolzedia                    | klient                        |
| 2017 | Atestalta                             | Tramp                         |
| 2017 | Smetto quando voglio: Ad honorem      | uwięziony Cygan               |
| 2017 | L'esodo                               | Dardan Kelmendi               |
| 2017 | Wszystkie pieniądze świata            | właściciel sklepu spożywczego |
| 2018 | Brexit Bastards                       | Davut                         |
| 2018 | Elias                                 | Albański gangster             |
| 2018 | Indovina chi ti porto per cena        | Osvaldo                       |
| 2019 | Mistrz                                | Mirko Kristić                 |
| 2019 | Falco                                 | włoski ekspert                |
| 2020 | Najlepsze lata                        | szef magazynu                 |
| 2020 | La mia banda suona il pop             |                               |
| 2020 | È per il tuo bene                     | pracownik                     |
| 2020 | Klod                                  | Paulin Ndoja                  |
| 2021 | Il legionario                         | Pietro                        |
| 2022 | Il barbiere complottista              | Kosowianin                    |
| 2022 | Tria                                  | ojciec                        |

### Seriale
| Rok  | Tytuł                                | Rola                  | Uwagi                    |
| ---- | ------------------------------------ | --------------------- | ------------------------ |
| 2005 | Rzym                                 | rzymski żołnierz      | Odcinek 1 sezonu 1       |
| 2006 | La squadra                           | Ismail Vorpsi         | Odcinek 25 sezonu 7      |
| 2007 | Rzym                                 | rzymski żołnierz      | Odcinek 6 sezonu 2       |
| 2007 | Kapitan                              | Słowiański zabójca    | Odcinek 7 seoznu 2       |
| 2008 | Questa è la mia terra vent'anni dopo | giermek               | Odcinek 5                |
| 2010 | Donna detective                      | Misha                 | Odcinek 8 sezonu 2       |
| 2011 | Dov'è mia figlia?                    | koczownik             | Odcinek 1                |
| 2014 | Komisarz Rex                         | szef albańskiej mafii | Odcinek 5 sezonu 7       |
| 2014 | Un medico in famiglia                | Cristian              | Odcinek 18 sezonu 9      |
| 2016 | Medyceusze: Władcy Florencji         | strażnik więzienny    | Odcinki 3-4 sezonu 1     |
| 2019 | Imma Tataranni sostituto procuratore | Nikolaus              | Odcinki 2-6 sezonu 1     |
| 2020 | L'alligatore                         | albański handlarz     | Odcinki 7-8              |
| 2021 | Imma Tataranni sostituto procuratore | Nikolaus              | Odcinki 1 i 3-4 sezonu 2 |
| 2021 | A casa tutti bene - La serie         | kuracjusz             | Odcinek 3                |
| 2021 | La fuggitiva                         | Darjusz               | Odcinki 5-6              |
| 2022 | Monterossi - La serie                | Clinton               | Odcinki 1-3              |

## Życie prywatne
Jego ojcem był pisarz Halil Jaçellari.